# Municipio de Pleasant Grove (condado de Des Moines)
El municipio de Pleasant Grove (en inglés: Pleasant Grove Township) es un municipio ubicado en el condado de Des Moines en el estado estadounidense de Iowa. En el año 2010 tenía una población de 447 habitantes y una densidad poblacional de 4,75 personas por km².

## Geografía
El municipio de Pleasant Grove se encuentra ubicado en las coordenadas 40°56′19″N 91°18′35″O / 40.93861, -91.30972. Según la Oficina del Censo de los Estados Unidos, el municipio tiene una superficie total de 94.07 km², de la cual 94,01 km² corresponden a tierra firme y (0,06 %) 0,06 km² es agua.

## Demografía
Según el censo de 2010, había 447 personas residiendo en el municipio de Pleasant Grove. La densidad de población era de 4,75 hab./km². De los 447 habitantes, el municipio de Pleasant Grove estaba compuesto por el 96,87 % blancos, el 1,79 % eran afroamericanos, el 0,22 % eran asiáticos y el 1,12 % eran de una mezcla de razas. Del total de la población el 0,45 % eran hispanos o latinos de cualquier raza.